# Банарі
Банарі (італ. Banari, сард. Bànari) — муніципалітет в Італії, у регіоні Сардинія, провінція Сассарі.
Банарі розташоване на відстані близько 350 км на південний захід від Рима, 155 км на північ від Кальярі, 22 км на південний схід від Сассарі.
Населення — 596 осіб (2014).
Щорічний фестиваль відбувається 10 серпня. Покровитель — San Lorenzo Martire.

## Демографія
Населення за роками:

Станом на 1 січня 2023 року в муніципалітеті офіційно проживало 8 іноземців з 5 країн, серед них 5 громадян країн Євросоюзу та 1 громадянин України.

## Сусідні муніципалітети
- Бессуде
- Флоринас
- Іттірі
- Сіліго